# Okan Buruk
Okan Buruk (* 19. října 1973 Istanbul) je turecký fotbalový trenér a bývalý fotbalový záložník. 

## Klubová kariéra
Za tým Galatasaray SK hrál od roku 1991, vyhrál s ním Süper Lig v letech 1993, 1994, 1997, 1998 a 2000 a Türkiye Kupası 1993, 1996, 1999 a 2000. Podílel se také na historickém úspěchu tureckého klubového fotbalu, když Galatasaray získal Pohár UEFA 1999/00 a Superpohár UEFA 2000. Roku 2001 přestoupil do FC Inter Milán, kde strávil tři sezóny. Po návratu do Turecka hrál za Beşiktaş JK, s nímž vyhrál domácí pohár v roce 2006, pak se vrátil do Galatasaray a v roce 2008 s ním získal svůj šestý ligový titul. Kariéru ukončil v İstanbul Başakşehir FK.  

## Reprezentační kariéra
Za tureckou reprezentaci v letech 1992 až 2010 odehrál 56 utkání a vstřelil osm branek. Byl u postupu do čtvrtfinále evropského šampionátu 2000 i u zisku bronzové medaile na mistrovství světa ve fotbale 2002.

## Trenérská kariéra
Trenérem je od roku 2013. V roce 2018 získal pro klub Akhisar Belediyespor poprvé v jeho historii domácí pohár a v roce 2020 přivedl Başakşehir poprvé k mistrovskému titulu. V červnu 2022 uzavřel smlouvu s Galatasaray.